# Dusona ellopiae
Dusona ellopiae là một loài tò vò trong họ Ichneumonidae.